# Джавейл Макгі
Джавейл Лінді Макгі (англ. JaVale Lindy McGee, нар. 19 січня 1988, Флінт, Мічиган, США) — американський професіональний баскетболіст, гравець команди НБА «Даллас Маверікс». Триразовий чемпіон НБА.

## Ігрова кар'єра

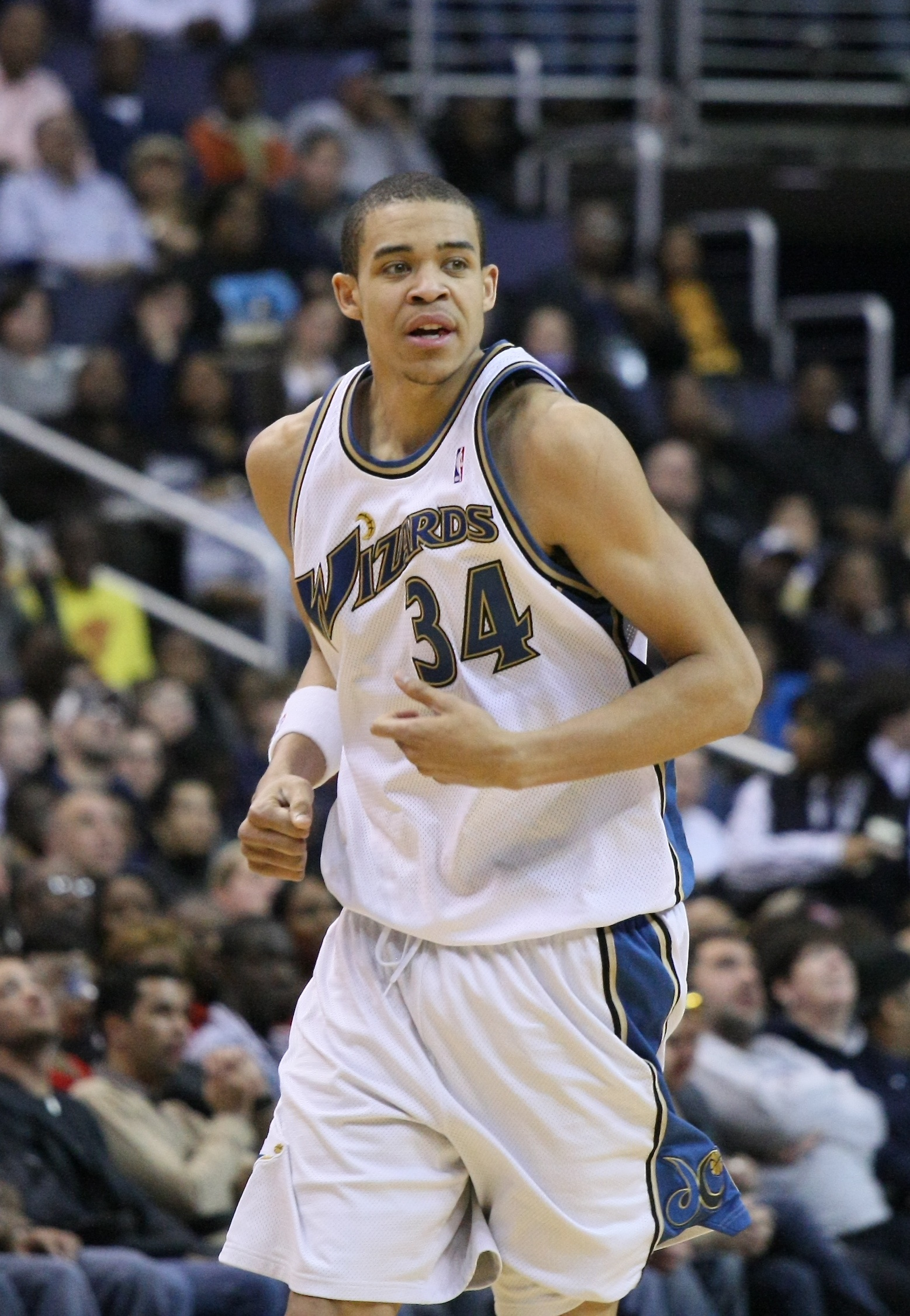
Макгі у квітні 2009

На університетському рівні грав за команду Невада (2006–2008). 
2008 року був обраний у першому раунді драфту НБА під загальним 18-м номером командою «Вашингтон Візардс». Захищав кольори команди з Вашингтона протягом наступних 4 сезонів. 2011 року взяв участь у конкурсі слем-данків НБА, ставши першим гравцем в історії франшизи, кому вдалось потрапити на цей захід. Зайняв там друге місце, поступившись лише Блейку Гріффіну. 15 листопада 2011 року в матчі проти «Чикаго Буллз» зробив перший трипл-дабл, набравши 11 очок, 12 підбирань та рекордні для себе 12 блок-шотів. 12 блоків стали також першими за десять років — останнім, кому підкорювалась ця цифра був Кіон Кларк.
З 2012 по 2015 рік грав у складі «Денвер Наггетс».
В лютому 2015 року перейшов до складу «Філадельфія Севенті-Сіксерс».
Наступною командою в кар'єрі гравця була «Даллас Маверікс», за яку він відіграв один сезон.
2016 року став гравцем «Голден Стейт Ворріорз». 2017 року став чемпіоном НБА у складі команди, коли «Ворріорс» обіграли у фіналі «Клівленд Кавальєрс» з Леброном Джеймсом на чолі. Наступного року повторив це досягнення з командою, ставши чемпіоном вдруге поспіль.
10 липня 2018 року підписав контракт з «Лос-Анджелес Лейкерс». 22 березня 2019 року в матчі проти «Бруклін Нетс» набрав рекордні для себе 33 очки та 20 підбирань, додавши до цього ще 6 блок-шотів. 2020 року став чемпіоном НБА у складі команди.
23 листопада 2020 року перейшов до складу «Клівленда» в обмін на Альфонсо Маккінні та Джодана Белла.
25 березня 2021 року був обміняний до «Денвер Наггетс» на Айзею Гартенстейна та два майбутнії драфт-піки другого раунду.
16 серпня 2021 року підписав контракт з «Фініксом».
9 липня 2022 року повернувся до складу «Даллас Маверікс».

## Статистика виступів в НБА
| † | Позначає сезон, в якому Джавейл Макгі ставав чемпіоном НБА |

### Регулярний сезон
| Сезон             | Команда                       | GP  | GS  | MPG  | FG%  | 3P%   | FT%   | RPG | APG | SPG | BPG | PPG  |
| ----------------- | ----------------------------- | --- | --- | ---- | ---- | ----- | ----- | --- | --- | --- | --- | ---- |
| 2008–09           | «Вашингтон Візардс»           | 75  | 14  | 15.2 | .494 | .000  | .660  | 3.9 | .3  | .4  | 1.0 | 6.5  |
| 2009–10           | «Вашингтон Візардс»           | 60  | 19  | 16.1 | .508 | .000  | .638  | 4.0 | .2  | .3  | 1.7 | 6.4  |
| 2010–11           | «Вашингтон Візардс»           | 79  | 75  | 27.8 | .550 | .000  | .583  | 8.0 | .5  | .5  | 2.4 | 10.1 |
| 2011–12           | «Вашингтон Візардс»           | 41  | 40  | 27.4 | .535 | .000  | .500  | 8.8 | .6  | .6  | 2.5 | 11.9 |
| 2011–12           | «Денвер Наггетс»              | 20  | 5   | 20.6 | .612 | .000  | .373  | 5.8 | .3  | .5  | 1.6 | 10.3 |
| 2012–13           | «Денвер Наггетс»              | 79  | 0   | 18.1 | .575 | 1.000 | .591  | 4.8 | .3  | .4  | 2.0 | 9.1  |
| 2013–14           | «Денвер Наггетс»              | 5   | 5   | 15.8 | .447 | .000  | 1.000 | 3.4 | .4  | .2  | 1.4 | 7.0  |
| 2014–15           | «Денвер Наггетс»              | 17  | 0   | 11.5 | .557 | .000  | .690  | 2.8 | .1  | .1  | 1.1 | 5.2  |
| 2014–15           | «Філадельфія Севенті-Сіксерс» | 6   | 0   | 10.2 | .444 | .000  | .500  | 2.2 | .3  | .0  | .2  | 3.0  |
| 2015–16           | «Даллас Маверікс»             | 34  | 2   | 10.9 | .575 | .000  | .500  | 3.9 | .1  | .1  | .8  | 5.1  |
| 2016–17†          | «Голден-Стейт Ворріорс»       | 77  | 10  | 9.6  | .652 | .000  | .505  | 3.2 | .2  | .2  | .9  | 6.1  |
| 2017–18†          | «Голден-Стейт Ворріорс»       | 65  | 17  | 9.5  | .621 | .000  | .731  | 2.6 | .5  | .3  | .9  | 4.8  |
| 2018–19           | «Лос-Анджелес Лейкерс»        | 75  | 62  | 22.3 | .624 | .083  | .634  | 7.5 | .7  | .6  | 2.0 | 12.0 |
| 2019–20           | «Лос-Анджелес Лейкерс»        | 68  | 68  | 16.6 | .637 | .500  | .646  | 5.7 | .5  | .5  | 1.4 | 6.6  |
| 2020–21           | «Клівленд Кавальєрс»          | 33  | 1   | 15.2 | .521 | .250  | .655  | 5.2 | 1.0 | .5  | 1.2 | 8.0  |
| 2020–21           | «Денвер Наггетс»              | 13  | 1   | 13.5 | .478 | .000  | .667  | 5.3 | .5  | .2  | 1.1 | 5.5  |
| 2021–22           | «Фінікс Санз»                 | 74  | 17  | 15.8 | .629 | .222  | .699  | 6.7 | .6  | .3  | 1.1 | 9.2  |
| Усього за кар'єру | Усього за кар'єру             | 821 | 336 | 17.0 | .576 | .182  | .605  | 5.3 | .4  | .4  | 1.5 | 8.0  |

### Плей-оф
| Сезон             | Команда                 | GP | GS | MPG  | FG%  | 3P%  | FT%  | RPG | APG | SPG | BPG | PPG |
| ----------------- | ----------------------- | -- | -- | ---- | ---- | ---- | ---- | --- | --- | --- | --- | --- |
| 2012              | «Денвер Наггетс»        | 7  | 0  | 25.9 | .434 | .000 | .538 | 9.6 | .7  | .7  | 3.1 | 8.6 |
| 2013              | «Денвер Наггетс»        | 6  | 2  | 18.7 | .581 | .000 | .389 | 5.2 | .0  | .7  | 1.0 | 7.2 |
| 2016              | «Даллас Маверікс»       | 2  | 0  | 7.0  | .500 | .000 | .333 | 1.5 | .0  | .5  | .0  | 2.0 |
| 2017†             | «Голден-Стейт Ворріорс» | 16 | 1  | 9.3  | .732 | .000 | .722 | 3.0 | .3  | .1  | .9  | 5.9 |
| 2018†             | «Голден-Стейт Ворріорс» | 13 | 9  | 12.2 | .672 | .000 | .684 | 3.2 | .3  | .2  | 1.3 | 6.5 |
| 2020              | «Лос-Анджелес Лейкерс»  | 14 | 11 | 9.6  | .625 | .000 | .500 | 3.1 | .5  | .1  | .7  | 2.9 |
| 2021              | «Денвер Наггетс»        | 4  | 0  | 8.5  | .300 | .000 | .333 | 3.0 | .8  | .3  | 1.3 | 2.0 |
| 2022              | «Фінікс Санз»           | 12 | 0  | 11.1 | .700 | .000 | .846 | 4.0 | .6  | .3  | .4  | 6.8 |
| Усього за кар'єру | Усього за кар'єру       | 74 | 23 | 12.4 | .616 | .000 | .571 | 4.0 | .4  | .3  | 1.0 | 5.6 |

## Виступи за збірну
2021 року взяв участь у Олімпіаді в Токіо. Там збірна США стала чемпіонами, обігравши у фіналі збірну Франції. Завоювавши це золото, Макгі та його мати Памела стали першими матір'ю та сином, які завоювали золоті олімпійські медалі.

## Особисте життя
Макгі є сином баскетболіста Джорджа Монтгомері, який втім не брав участь у вихованні сина.
Макгі мав найбільший розмах рук в НБА (2,30 м), доки не був задрафтований Руді Гобер з розмахом 2,35 м.
Став постійним веганом з літа 2017 року.